# Liste des principaux accidents ferroviaires

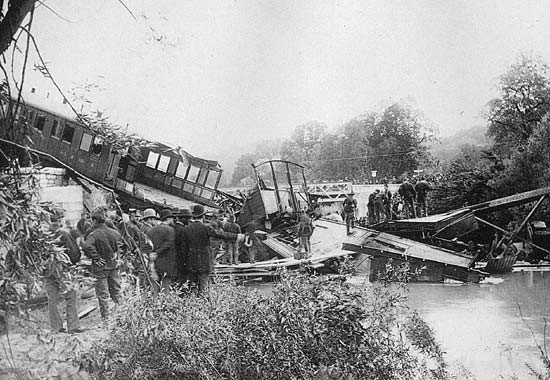
Accident ferroviaire de Münchenstein, 14 juin 1891.

Cette liste chronologique des principaux accidents ferroviaires dans le monde recense les principaux accidents ferroviaires, de par leur notoriété, leur retentissement international ou leur nombre de victimes.

## XIXesiècle

### 1810

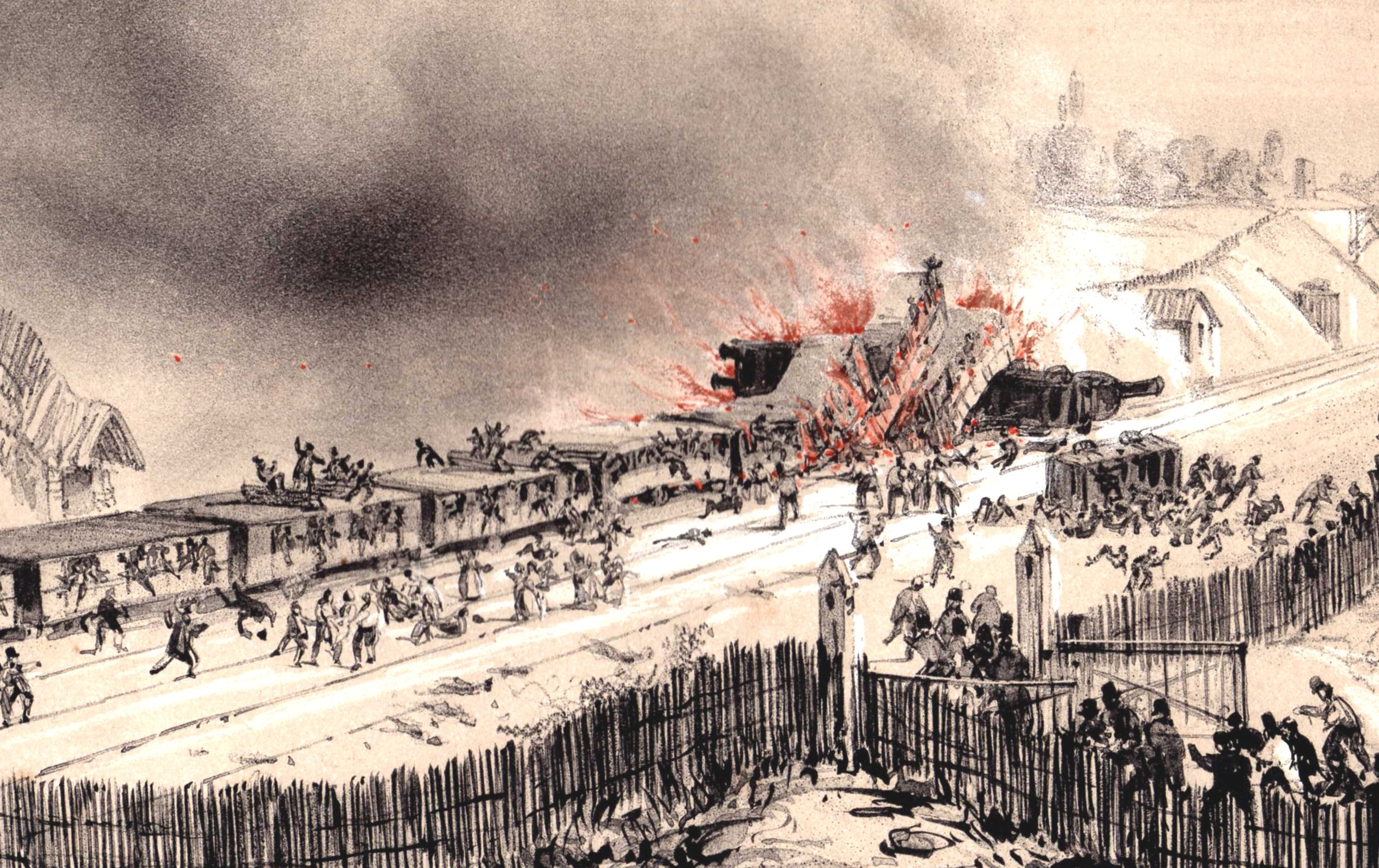
Catastrophe ferroviaire de Meudon.

- 31 juillet 1815 Royaume-Uni, Durham. Explosion de la chaudière du deuxième cheval à vapeur de Brunton à Newbottle (en) dans le nord-est de l'Angleterre. L'évènement sonne le glas de la propulsion par mécanisme marcheur bien que le responsable en soit le machiniste qui avait déréglé la soupape de sécurité afin d'augmenter la vitesse. Le bilan, de 14 morts et de 43 blessés (cinq personnes sont tuées sur le coup, neuf décèdent des suites de leurs blessures et 43 sont plus ou moins grièvement blessées[1]), est la première catastrophe ferroviaire enregistrée[2].

### 1840
- 8 mai 1842 France, département de la Seine. Déraillement, suivi de l'incendie, du train Paris-Versailles dans la tranchée de Meudon-Bellevue (Hauts-de-Seine). À l’époque les portes sont fermées à clé par les chefs de trains, d’où un lourd bilan : 55 morts, dont l'explorateur Jules Dumont d'Urville[3].

- 8 juillet 1846 France, Pas-de-Calais. Le Paris-Bruxelles, composé de vingt-huit voitures tractées par deux locomotives, déraille dans la commune de Fampoux, près de la gare de Rœux, en passant sur un remblai de la vallée de la Scarpe. Des voitures tombent dans les marais : on dénombre quatorze morts et cinq blessés graves parmi les voyageurs[4]. Un odonyme local (« Rue du 8-Juillet-1846 ») rappelle cet évènement.

### 1850
- 18 septembre 1853 France, compagnie Paris - Orléans, un train de voyageurs rattrape un train de marchandises entre Poitiers et Angoulême, il y a six agents tués et 15 blessés[5].
- 19 octobre 1853 France, compagnie Paris - Orléans, au départ de Tours vers Orléans, un train de voyageurs heurte un train de marchandises stationné en gare de Beaugency, il y a quatre morts et 18 blessés[5].
- 18 avril 1855 France, collision entre un train de voyageurs et de marchandises entre Frouard et Forbach, cinq morts[5].
- 9 septembre 1855 France en gare de Vaugirard, collision entre un train de voyageurs et un train de marchandises, 9 morts[5].
- 21 octobre 1855 France près de Moret, sur la ligne Paris - Lyon, une collision entre un train de voyageurs et un train de marchandises, 16 morts[5].
- 1er novembre 1855 États-Unis, Missouri. Avec plus de 600 voyageurs à bord, le train mis en service pour l'ouverture de la ligne du Pacific Railroad doit franchir un pont sur la Gasconade, rivière locale, près de Saint Louis (Missouri). Le pont s'effondre au passage du train, précipitant dans la rivière la locomotive et douze des treize voitures qu'elle remorque : plus de 30 morts, des centaines de blessés[6],[7].

### 1860

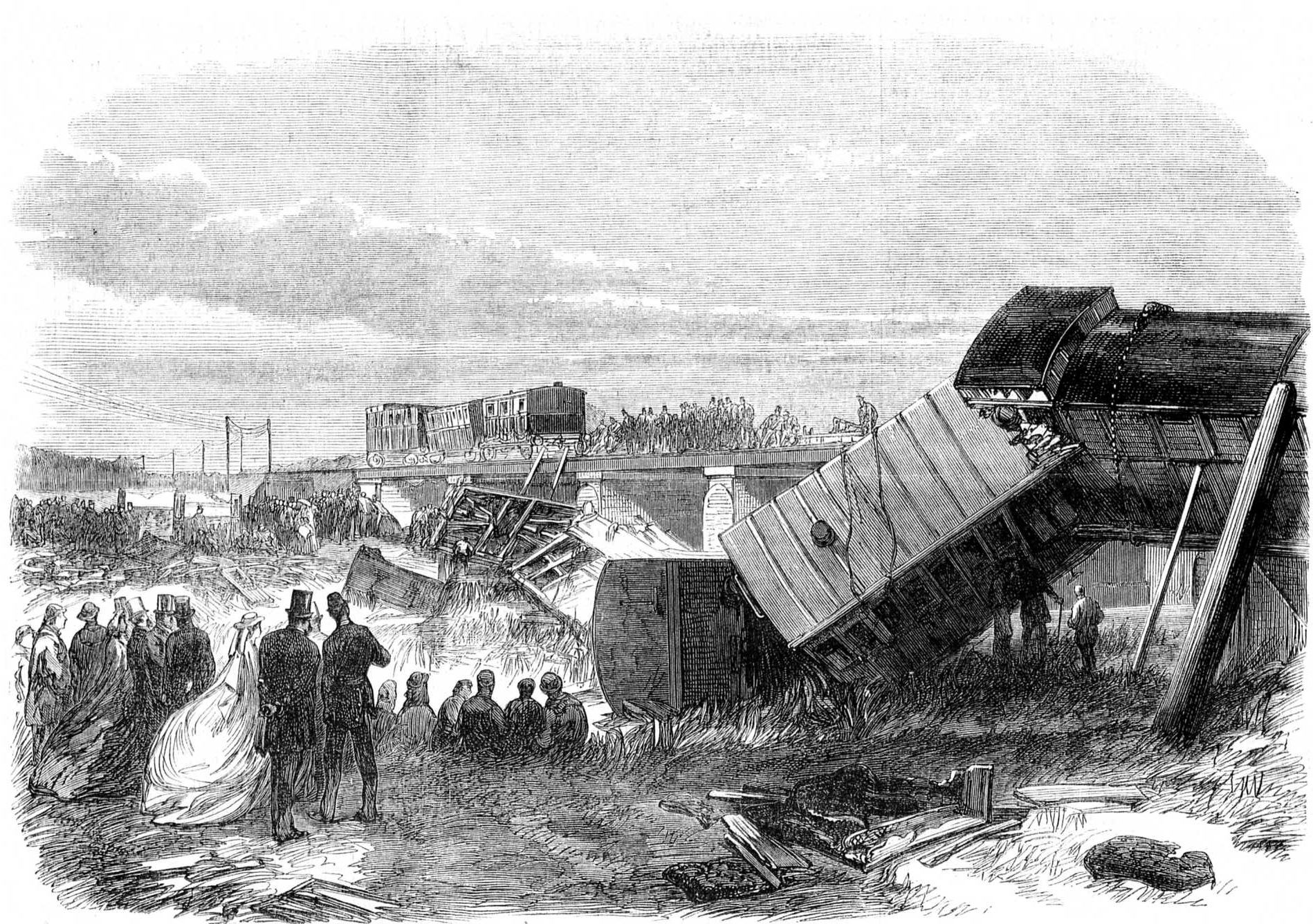
Accident de Staplehurst.

- 29 juin 1864 Canada, Québec. À Belœil, au niveau du pont, 99 morts, 100 blessés[8].
- 9 juin 1865 Royaume-Uni, Kent. À Staplehurst un accident ferroviaire provoque la mort de 10 personnes et en blesse 49 autres. L'écrivain Charles Dickens figure parmi les survivants[9],[10].
- 9 juin 1866 Royaume-Uni, Hertfordshire. À Welwyn au nord de Londres, une collision entre deux trains de marchandises dans le tunnel, suivie par une collision frontale par un autre train de marchandises, fait 2 morts et le tunnel est en flammes pendant deux jours[11].
- 20 août 1868 Royaume-Uni, Clwyd. À Abergele au Pays de Galles, une confusion a causé une collision entre plusieurs wagons provoquant un puissant incendie qui a causé la mort de 33 personnes.

### 1870

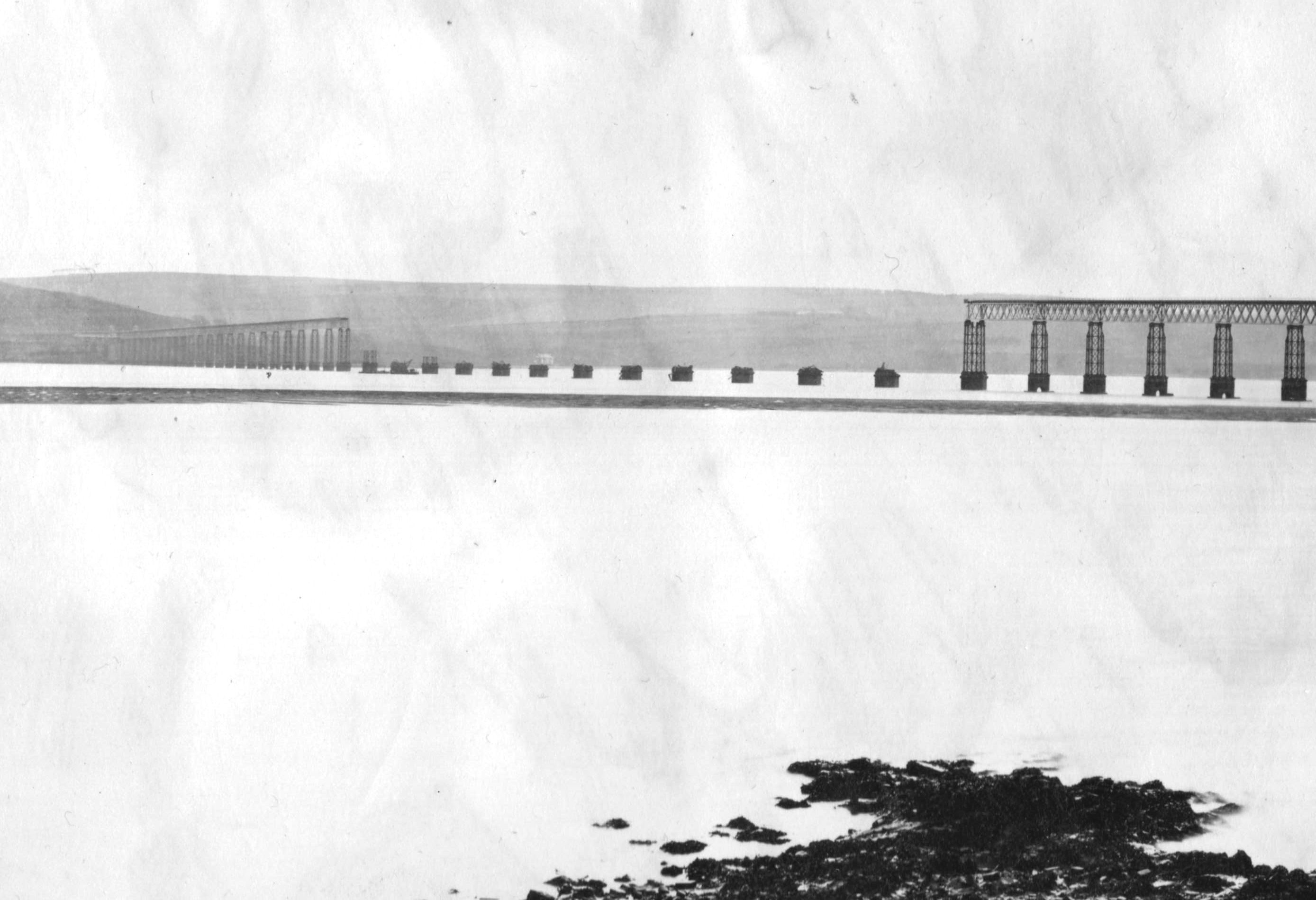
Le pont sur le Tay, après la catastrophe.

- 10 septembre 1874 Royaume-Uni, Norfolk. À Norwich à l'est de l'Angleterre, une collision frontale sur une voie unique entre un train postal et un train express, à cause d'une erreur de communication fait 25 morts. Elle est à l'origine de l'introduction des systèmes de commande automatique pour gérer la circulation des lignes à voie unique[12].
- 19 octobre 1875 Autriche-Hongrie, Haute-Autriche. La locomotive Amstetten, sur la ligne Salzbourg-Linz, déraille. La cause de l'accident est la ruine par fatigue d’un train de roulement (bogie)[13].
- 29 décembre 1876 États-Unis, Ohio. L'express avec 159 voyageurs à bord, provoque l'effondrement du pont sur l'Ashtabula. Onze voitures du train sont précipitées et détruites par un incendie dû aux poêles assurant le chauffage du train : 92 morts et 64 blessés.

- 15 août 1879 France, entre Flers et Montsecret, sur la ligne Paris - Granville une collision entre un train de voyageurs et un train de marchandises provoque la mort de 10 personnes[5].
- 28 décembre 1879 Royaume-Uni, Angus. Le pont sur le Tay s'effondre au passage d'un train pendant un violent orage : 75 morts[14].

### 1880
- 2 juin 1881 Mexique, Morelos. Chute d'un train dans une rivière près de Cuautla : environ 200 morts[15].
- 3 septembre 1882 Allemagne, Bade-Wurtemberg. À Hugstetten, le train Fribourg-Colmar déraille, causant la mort de 64 personnes[16].
- 5 septembre 1888 France, Côte-d'Or. Vers 2h20 l'express Paris-Genève déraille dans une courbe en sortie de tunnel, puis prend en écharpe le rapide Italie-Paris qui venait en sens inverse, peu avant la gare de Velars-sur-Ouche. À la suite de la collision neuf personnes furent tuées, et 12 blessées. Un autre accident se produisit non loin de là 74 ans plus tard, le 23 juillet 1962, faisant 40 morts et 42 blessés.
- 29 octobre 1888 Russie, Oblast de Kharkiv. Près de Borki dans l'actuelle Ukraine, le train de la famille impériale, où se trouvent le tsar Alexandre III de Russie déraille. Il y a 21 morts et de 12 à 33 blessés selon différentes estimations. Aucun membre de la famille impériale ne figure parmi les victimes.
- 12 juin 1889 Royaume-Uni, Irlande du Nord. À Armagh, des voitures parties en dérive entrent en collision avec un train, faisant 88 morts[17].

### 1890

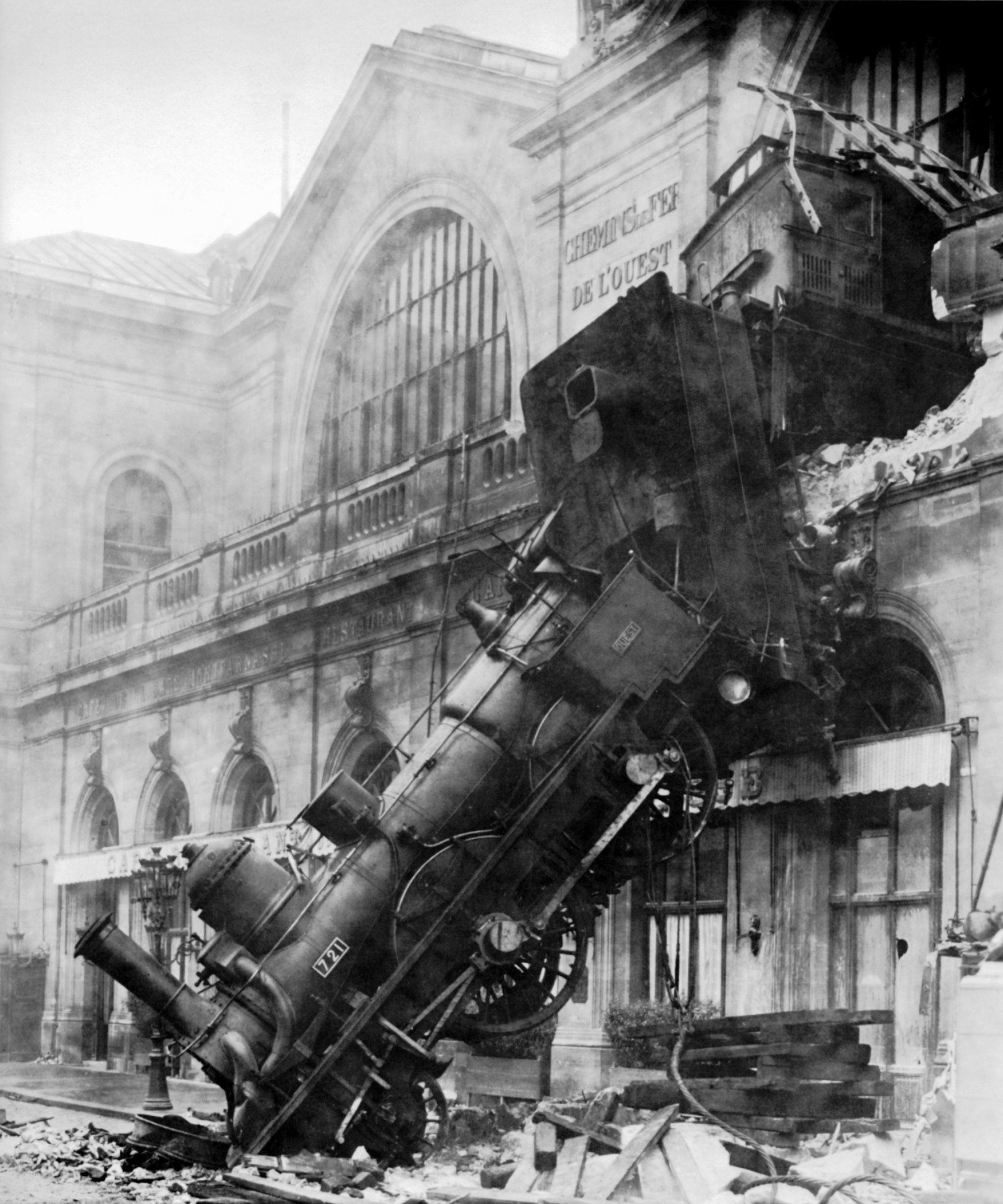
Accident ferroviaire de la gare Montparnasse (1895).

- 14 juin 1891 Suisse, canton de Bâle-Campagne. À Münchenstein. Un pont construit en 1875 par Gustave Eiffel sur la Birse cède sous le poids du train. Le bilan est de 73 morts et 170 blessés. Il s'agit la plus grande catastrophe ferroviaire survenue en Suisse[18].

- 26 juillet 1891 France, département de la Seine. À la gare de Saint-Mandé, une collision entre deux trains, l'un étant à l'arrêt, l'autre venant de Vincennes fait 45 morts et plus de 200 blessés[19].
- 9 juillet 1895 Canada, Saint-Étienne-de-Lauzon.

- 22 octobre 1895 France, Paris. À la gare de Paris-Montparnasse, un train fracasse les heurtoirs, traverse la gare ainsi que la terrasse, défonce le mur de façade puis tombe sur une station de tramways et un kiosque à journaux situés 10 m en contrebas, sans toutefois que les voitures voyageurs tombent : 1 mort, 5 blessés graves.

## XXesiècle

### 1900
- 19 octobre 1900 France, Paris. Un incendie dans une rame du métro de Paris à la station Concorde provoque un accident avec la rame suivante ; 38 blessés dont quatre graves (trois voyageurs et un mécanicien)[20].
- 11 novembre 1900 France, département de la Seine. À Choisy-le-Roi, le tamponnement du train No 9, Paris-Austerlitz-Nantes à l'arrière du train omnibus No 215 qui manœuvre pour dégager la voie principale, fait huit morts et seize blessés, dont cinq grièvement[21].
- 10 août 1903 France, Paris. Un incendie dans une rame vide du métro de Paris, dû à un court-circuit dans la motrice provoque un mouvement de panique. Les passagers de la rame suivante, sortis de celle-ci, cèdent à la panique à la suite de l'invasion de la station Couronnes par les fumées de l'incendie et à la coupure de l'éclairage. Elles décèdent par écrasement et étouffement au niveau de la seule issue. À la suite de cet accident, les nouvelles stations du métro seront construites avec au minimum deux issues sur chaque quai (la station Couronnes n'en est toujours pas équipée) : 84 morts.

- 4 août 1907 France, Maine-et-Loire. Catastrophe ferroviaire des Ponts-de-Cé sur la Ligne Angers - Poitiers via Montreuil-Bellay. Le tablier cède à l'entrée du pont, au passage d'un convoi parti d’Angers-Saint-Laud à 11 h 29. La locomotive, le tender, le fourgon, et une voiture de troisième classe sont précipités dans la Loire, dix mètres plus bas. Cet accident fait 27 morts[22].
- 20 avril 1908 Australie, Victoria. À Melbourne., au niveau de Sunshine station, un rattrapage entre deux trains fait 44 morts et environ 400 blessés[23].

### 1910
- 14 août 1910 France, Charente-Inférieure. Un train « de plaisir » rempli de vacanciers en provenance de Bordeaux déraille à Saujon, faisant 38 morts et quatre-vingt blessés, dont des enfants, notamment des pensionnaires d'une institution de filles de Barsac, venues passer quelques jours de vacances sur la côte[24].
- 10 septembre 1910 France, Eure. Dans l'après-midi, le train express venant de Cherbourg et se dirigeant vers Paris déraille à 200 m en aval de la gare de Bernay. L'accident provoque au total neuf morts et quarante-sept blessés[25].
- 17 septembre 1913 France, Alpes-Maritimes. Sur la ligne de tramway de Grasse à Cagnes, à la suite d'un déraillement dans une courbe consécutif à un emballement, une motrice heurte violemment le parapet du viaduc des Vignes, l'autre motrice et deux voitures qui forment le reste du convoi s'écrasent dans un ravin, une vingtaine de mètres en contrebas. Le bilan est de dix-sept morts et quarante blessés, dont de nombreux chasseurs alpins de la 57e Brigade[26].
- 4 novembre 1913 France, Seine-et-Marne. En gare de Melun, la collision d'un train express et d'un train postal fait quarante morts et cinquante blessés[27].
- 16 novembre 1914 France, Charente. Un tramway d'Angoulême a un problème de freins dans une descente, déraille, franchit un parapet et s'écrase dix mètres en contrebas des remparts. Le bilan est de onze morts — dont le conducteur qui décède deux jours après — et vingt-six blessés[28].
- 22 mai 1915 Royaume-Uni, Dumfriesshire. Un train de transport militaire entre en collision frontale avec un train de voyageurs à l'arrêt en pleine voie. Les voitures du train militaire qui sont couchées sur les voies sont ensuite heurtées par un autre train de voyageurs qui traversait la gare à vive allure. Le bilan est de 227 morts et 246 blessés.

- 12 décembre 1917 France, Savoie. À Saint-Michel-de-Maurienne, un train de soldats revenant du Front italien déraille dans la forte pente de la ligne de la Maurienne au lieu-dit La Saussaz[29],[30] après s'être emballé. L'ouverture des archives militaires et de la compagnie ferroviaire 90 ans après les faits, a permis de sortir cet accident de l'oubli collectif et d'établir le bilan à 435 morts[31]. Il s'agit du plus grave accident ferroviaire survenu en France.

- 6 décembre 1918 France, Indre. Sur la ligne Paris-Toulouse, vers 3 heures, deux trains de permissionnaires partis de Limoges à quelques minutes d'intervalle se télescopent dans le brouillard en gare de Lothiers. On dénombre 74 morts[32].

### 1920

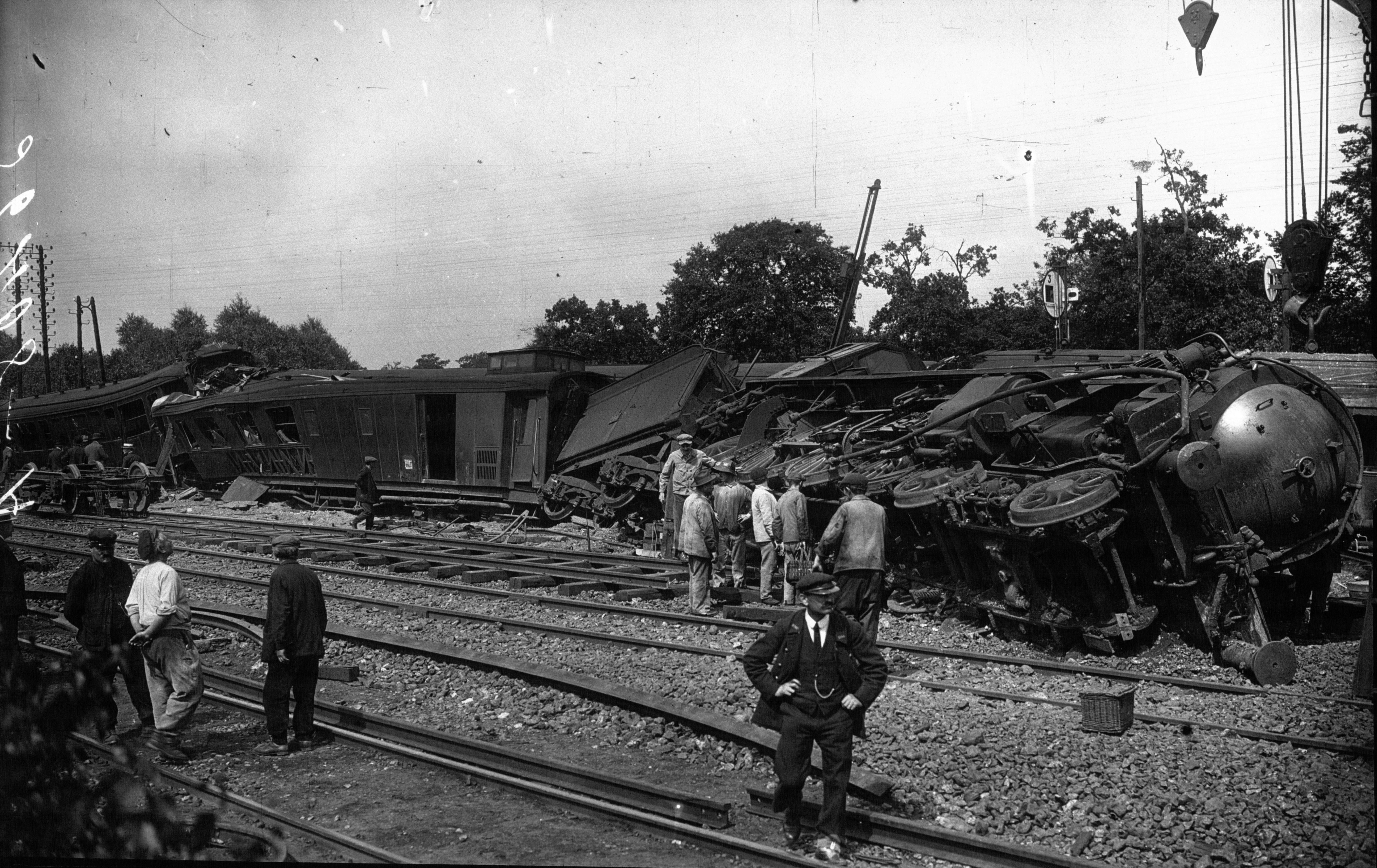
Catastrophe d'Achères du 3 juillet 1926.

- 9 octobre 1920 France, Seine-et-Oise. Peu après 19h en gare de Houilles un train de voyageurs percute les wagons déraillés d'un train de marchandises dont un attelage a rompu. La collision entraine la mort de 44 personnes pour une centaine de blessés. Cette catastrophe est un exemple typique de suraccident avec pour origine un incident anodin.

- 5 octobre 1921 France, Paris. Près de la gare Saint-Lazare, une collision ferroviaire dans le tunnel des Batignolles provoque la mort de 28 personnes et fait des dizaines de blessés. Le tunnel fut partiellement démoli entre 1922 et 1926 afin d'éviter tout nouvel accident et fluidifier le trafic.

- 1er août 1922 France, Gers. Entre Miélan et Villecomtal-sur-Arros, en pleine nuit, vers 4 heures 30, un train chargé de pèlerins de Lourdes recule dans une pente et vient se fracasser sur le train suivant, heureusement à l'arrêt, faisant 33 morts et 32 blessés. L'accident est imputé à la défaillance des freins et son lourd bilan à la fragilité des voitures en bois qui en éclatant, transperce les victimes.

- 23 octobre 1922 France, département de la Seine. Deux trains de voyageurs se télescopent en gare de Saint-Denis au nord de Paris, faisant 4 morts et 21 blessés.
- 3 juillet 1926 France, Seine-et-Oise. À la bifurcation entre Poissy et Achères (Yvelines), l'express Le Havre-Paris déraille sur un aiguillage, faisant 18 morts et 67 blessés. Les causes sont alors déclarées accidentelles (météorologiques), bien que l'aiguillage incriminé fût en travaux.
- Le jeudi 9 février 1928  France, Moselle . À 18h15, après le passage à niveau sans barrières de Daspich-Terville à environ 300 m du viaduc du chemin de fer Thionville-Hayange, un train reliant les usines de Florange percute violemment un car  électrique appartenant aux Tramways de Basse Moselle . Le bilan humains est lourd : 19 morts et 4 blessés graves . Source : https://www.republicain-lorrain.fr/economie/2019/11/13/catastrophe-de-terville
- 11 avril 1928 France, Paris. Deux trains entrent en collision à la sortie de la gare de Paris-Nord. La violence du choc entraîne la mort de 16 voyageurs et fait plus de 40 blessés.
- 4 juin 1928 Chine, Feng-tien, Mukden. Incident de Huanggutun[33].

### 1930
- 18 septembre 1931 Chine, Liaoning, Mukden. Incident de Mukden[34],[35],[36].
- 14 septembre 1932, Algérie française, Tlemcen. Sur la ligne Oran-Oujda à Turenne, par suite de l'effondrement d'un talus miné par les pluies, un train transportant environ 500 légionnaires de Sidi-bel-Abbès envoyés en renfort au Maroc s'écrase dans un ravin de 85 mètres. On dénombre 55 morts et 283 blessés[37].
- 24 octobre 1933 France, Eure. Entre Conches-en-Ouche et La Bonneville-sur-Iton, le train Cherbourg-Paris no 354 déraille à 8 h 50 sur le pont de Saint-Élier, (250 m en aval du hameau de la Basse Croisille) à la sortie d'une courbe, du fait d'une mauvaise inscription en courbe des essieux moteur. La locomotive 241.022 et les cinq premières voitures tombent les unes sur les autres dans la rivière Le Rouloir. 36 morts sont comptés, dont le professeur Pierre Villey, ainsi que de nombreux blessés[38].

- 23 décembre 1933 France, Seine-et-Marne. Entre Pomponne et Lagny-sur-Marne (20 km à l'est de Paris) à 19 h 52 par temps de gel et par brouillard très dense, un train rapide no 25-bis, ayant quitté Paris à 19 h 31 avec 1 h 19 de retard, remorqué par une Mountain Est 241.017 à destination de Strasbourg percute, au km 25,000, l'arrière du train no 55 ayant quitté Paris à 19 h 22 avec 1 h 33 de retard pour Nancy, et qui vient juste de redémarrer. Ce train supplémentaire, remorqué par la 241-038, programmé pour faire face à l'affluence de la veille des fêtes de Noël, était équipé d'anciennes voitures en bois. Les cinq dernières voitures sont pulvérisées par la locomotive du rapide Paris-Strasbourg lancée à plus de 110 km/h. L'accident fait 204 morts et 120 blessés, essentiellement dus à la fragmentation du bois en véritables "poignards" ce qui a multiplié le nombre de victimes. La signalisation était du type block-système mécanique, c'est-à-dire que les signaux étaient des panneaux de tôle manœuvrés par les trains eux-mêmes, et avec des feux lumineux produits par des lampes à pétrole. La couleur indiquant l'avertissement (annonce d'un arrêt) était, avant l'adoption de la signalisation Verlant, verte. Il est vraisemblable que, du fait de l'obscurité, du brouillard, de la faible luminosité des lampes à pétrole et de la couleur verte moins perceptible à l'œil, le mécanicien de la loco rattrapante n'ait rien vu de la position fermée des signaux d'avertissement.

### 1940

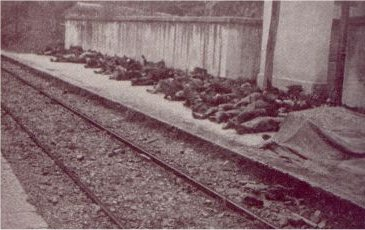
Une partie des victimes de la catastrophe ferroviaire de Balvano (1944).

- 29 janvier 1940 Japon, Osaka. Un autorail de la ligne Nishinari déraille au passage d'un aiguillage au niveau de la gare d'Ajikawaguchi. L'incendie qui s'ensuit fait 189 morts.

- 3 janvier 1944 Espagne, province de León. Trois trains entrent en collision dans un tunnel à proximité de la localité de Torre del Bierzo dans la comarque d'El Bierzo, causant la mort, selon un bilan officiel, de 78 personnes mais plus probablement, entre 200 et 300, tandis que certaines estimations évaluent le bilan réel entre 500 et 800 morts[39].

- 3 mars 1944 Italie, Basilicate. À Balvano dans le sud de l'Italie, un train à vapeur surchargé reste bloqué dans un tunnel, 521 personnes sont asphyxiées au monoxyde de carbone. C'est le plus grave accident ferroviaire survenu en Italie[40] et l'un des plus graves de l'histoire[41].

- 24 juin 1945 Maroc, Meknès. À Ouarzigha en fin d'après-midi, un train mixte de voyageurs et de wagons-citernes d'essence, est obligé de stopper dans une pente assez importante. Un enfant s'électrocute en voulant dénicher des oiseaux. Le conducteur du train veut alors dégager l'enfant, mais les freins cèdent et le convoi, reparti en arrière et prenant de plus en plus de vitesse, déraille et s'embrase immédiatement. L'incendie dure trois jours. Le bilan est de 228 morts, toutes militaires rentrant de la seconde guerre mondiale[42],[43].
- 16 août 1945 France, Loire. À Civens, un car est pris en écharpe par un train de marchandises, faisant 15 morts et 6 blessés.. L'accident a lieu très tôt le matin, les barrières étant fermées. Il serait dû à la négligence de la garde barrière qui aurait ouvert le passage à niveau sur l'insistance du chauffeur de car. Lors du procès, la presse affirma que le signal d'approche du train n'avait pas fonctionné, aucun dysfonctionnement n'ayant toutefois pu être révélé d'après l’enquête de gendarmerie.
- 11 février 1946 France, Haut-Rhin. À Colmar, la collision au passage à niveau de la route d'Ingersheim entre l'express Calais-Bâle et un bus de la Salta assurant la liaison Colmar-Kaysersberg, fait 15 morts et 16 blessés graves[44].
- 28 septembre 1946 France, Hautes-Alpes. L’autorail XDC 2009, assurant le trajet Veynes – Briançon, fait une collision frontale (nez à nez) avec le train MV 9724 Briançon – Veynes, tracté par une locomotive à vapeur 242 DT. Le bilan est de 9 morts, 12 blessés graves et 20 blessés légers. Le mécanicien de l’autorail avait interprété un signal de manœuvre pour un signal de départ et était parti prématurément de Veynes sans attendre l’arrivée du train en sens inverse.
- 2 décembre 1947 France, Pas-de-Calais. À l'approche de la gare d'Arras, le train postal Paris-Tourcoing déraille à une vitesse de 92 km/h dans une forte courbe. La locomotive s'encastre dans les deux talus longeant la voie et les trois wagons postaux et cinq voitures de voyageurs percutent violemment celle ci. Cet accident est dû à un acte de sabotage (25 mètres de voie déboulonnée) à la suite de fortes tensions survenues à cette époque. Le bilan est d'environ 20 morts et plusieurs dizaines de blessés.
- 26 octobre 1949 France, Bouches-du-Rhône. En gare de Barbentane-Rognonas, à 9h51, l’autorail-express no 436, assurant la liaison Cerbère - Avignon, composé d’une motrice tractant deux voitures de 3e classe et une voiture de 2e classe, vient s’encastrer à près de 80 km/h dans le hangar de la petite vitesse, situé juste après le bâtiment voyageurs, à cause d’une rupture d’essieu. Cet accident fait 12 morts et plus de 50 blessés[45].

### 1950

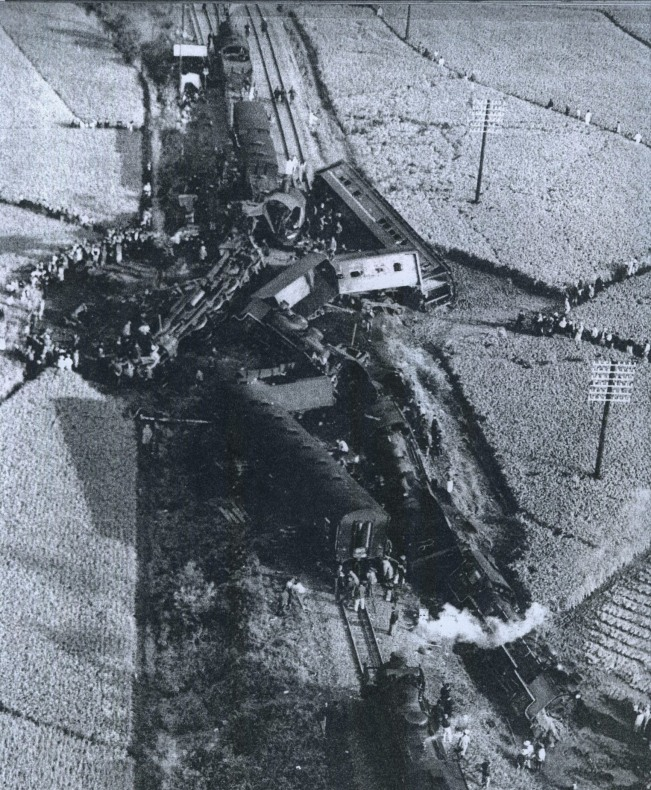
Accident ferroviaire de Rokken, le 15 octobre 1956.

- 24 avril 1951 Japon, Préfecture de Kanagawa. En gare de Sakuragichō, un train entre en contact avec un fil suspendu sectionné par erreur, ce qui provoque un court-circuit et déclenche un incendie qui tue 106 personnes et en blesse 92[46].

- 2 juillet 1952 France, Moselle L'express reliant Luxembourg-Metz déraille à la suite d'un problème technique sur un aiguillage à 150 m de la gare d'Hettange Grande, en Moselle . Bilan, 4 morts et 6 blessés graves .
- 8 octobre 1952 Royaume-Uni, Middlesex. Dans le métro de Londres, trois trains sont impliqués dans un accident à la gare de Harrow & Wealdstone, qui cause 112 morts et 340 blessés[47].
- 24 décembre 1953 Nouvelle-Zélande, Île du Nord. Pendant le réveillon de Noël, un lahar détruit le pont franchissant le Whangaehu juste avant le passage d'un train. L'accident fait 151 morts. Les procédures sont modifiées à la suite de cet accident pour que la circulation ferroviaire aux abords du volcan soit suspendue lorsqu'il est actif.

- 15 octobre 1956 Japon, Préfecture de Mie. Accident ferroviaire de Rokken A Rokken, la collision et le déraillement de deux trains de passagers provoque la mort de 42 personnes et 90 personnes sont blessées. L'accident eut pour conséquence des améliorations de la signalisation des chemins de fer japonais

- 19 juillet 1957 France, Vaucluse. À la sortie de la gare de Bollène-La Croisière, le rapide Vintimille-Paris, tiré par une machine à vapeur type 241 P, déraille en pleine nuit, à 1 h 15 du matin, en raison d'une erreur d'aiguillage consécutive semble-t-il à une confusion dans la transmission des ordres. Le bilan est de 30 morts et 80 blessés. Plusieurs des victimes ont été ébouillantées par la vapeur, la chaudière ayant été éventrée par un rail[48].
- 16 novembre 1957 France, Vendée. À Chantonnay, une collision frontale entre un train de marchandise à vapeur et un autorail (le X 3803) entraîne la mort de 29 personnes et fait 22 blessés[49].
- 4 décembre 1957 Royaume-Uni, Londres. Un train à vapeur Londres - Ramsgate, dont le mécanicien n'a pu observer les signaux dans le brouillard, télescope un train de banlieue électrique à l'arrêt en gare de Lewisham. L'accident provoque la chute d'un pont surplombant les voies, qui écrase trois des voitures du train tamponneur. Le bilan est de 90 morts et 173 blessés. Un accident avait eu lieu dans la même gare en 1857, faisant 11 morts.

- 7 décembre 1957 France, Gard. Déraillement de l'express Paris-Nîmes no 1115 en gare de Nozières-Brignon . L'accident fait 70 blessés et 27 morts.

### 1960
- 14 novembre 1960 Tchécoslovaquie, Pardubice, 118 personnes sont tuées dans une collision frontale entre deux trains de voyageurs, pire catastrophe ferroviaire du pays[50],[51].
- 23 décembre 1961 Italie, Calabre. Un train reliant Cosenza à Catanzaro déraille sur un pont, faisant 71 morts et 28 blessés.

- 8 janvier 1962 Pays-Bas, province d'Utrecht. À Harmelen (commune de Woerden), un accident ferroviaire fait 91 morts et 54 blessés, dont 34 très graves. C’est le plus important accident ferroviaire survenu aux Pays-Bas à ce jour ; il a conduit à l'accélération du développement et de l'installation de l'ATB[52].
- 3 mai 1962 Japon, Tokyo. Près de la gare de Mikawashima, trois trains (un de marchandise et deux de passagers) entrent en collision et déraillent, entraînant un bilan de 160 morts.

- 23 juillet 1962 France, Côte-d'Or. À 15 h 10, l’Express 53 Paris-Marseille qui roule à près de 140 km/h déraille vers le village de Velars-sur-Ouche. Le train transporte 600 voyageurs, dont beaucoup partent en vacances dans le Midi. L’une des voitures est projetée dans le vide du haut du viaduc enjambant la combe de Fins. Le chef de train donne l’alerte. Le plan ORSEC est déclenché entraînant une mobilisation massive et efficace des secours, en provenance de Dijon principalement. L’émotion est considérable. La cause de l’accident, peut-être une déformation des rails sous l’effet de la chaleur, n’a pas été formellement établie. Cette catastrophe ferroviaire, la plus importante de la décennie, fait 40 morts et 42 blessés graves[53],[54]. Un autre accident eu lieu non loin de là le 5 septembre 1888, tuant 9 personnes et blessant 12 autres.
- 5 octobre 1962 France, Côte-d'Or. À 20 h 32, le Trans-Europ-Express Cisalpin Milan - Paris déraille à Saint-Rémy, à proximité de Montbard, à la suite d’une collision avec le wagon-citerne d’un autre train. Un incident mécanique provoque dans un premier temps le déraillement du wagon que le Cisalpin, venant en sens inverse, accroche. On relève des décombres 9 morts et 12 blessés[55].
- 9 novembre 1963 Japon, Préfecture de Kanagawa. Sur la ligne principale Tōkaidō à proximité de Tsurumi, deux trains de passagers entrent en collision avec un train de marchandises déraillé, tuant 161 personnes.

- 1er février 1964 Argentine, Province de Buenos Aires. Au sud de Buenos Aires, la collision entre un train de marchandises arrêté et un train de voyageurs provoque la mort de 34 personnes[56].

- 5 novembre 1967 Royaume-Uni, Londres. Le déraillement d'un train en provenance de Hastings près du dépôt de maintenance de Hither Green à Londres fait 49 morts et 78 blessés.
- 1er juillet 1968 France, Rhône. Le déraillement de l'express Paris - Marseille près de Lyon fait 7 morts et 76 blessés[57].
- 1er octobre 1968 Grèce, Corinthe – deux trains de voyageurs, remplis de personnes retournant à Athènes après avoir voté dans leur ville d'origine pour le réferendum constitutionnel (en) se percute tuant 34 personnes et en blessant 150.
- 7 février 1969 Australie, Victoria. À Violet Town dans le Comté de Strathbogie, une collision frontale sur voie unique du train Southern Aurora reliant Melbourne à Sydney entraîne la mort de 9 personnes et en blesse 117 autres.

### 1970
- 27 mars 1970 France, Pyrénées-Atlantiques. Un convoi de marchandises fou provoque l'effondrement du pont de l'Estanguet, aucune victime n'étant toutefois à déplorer. La rupture de cet ouvrage provoque la mise hors service de la ligne Pau-Canfranc[58].
- 9 février 1971 Allemagne, Bavière. À Aitrang près de Kempten. Le TEE Bavaria aborde à 132 km/h une courbe en "S" limitée à 80 km/h, tuant 28 personnes et blessant gravement 42 personnes. On soupçonne un défaut du système de frein Oerlikon[59].
- 20 mars 1971 France, Loire. Un train d'hydrocarbures déraille dans le tunnel du Crozet en travaux, ce qui provoque une collision avec un train croiseur, un incendie spectaculaire et l’effondrement partiel du tunnel qui dut être détruit et remplacé par une tranchée ouverte. Le bilan est de 3 morts (les deux agents du train croiseur et un ouvrier sur le chantier durant le déblaiement), ainsi que des dommages à l'environnement (pollution de cours d'eau), la destruction du tunnel et des 4 habitations situées au-dessus).
- 16 janvier 1972 Grèce. Entre Doxaras Larissa et Orfanon Karditsa, l'"Acropolis Express" (Munich-Athènes) entre en collision frontale, sur voie unique, avec un train postal. L'accident fait au moins 19 morts et 44 blessés. Le procès conclue à un défaut de communication par négligence des personnels entre les deux gares.
- 16 juin 1972 France, Aisne. La voûte du tunnel de Vierzy s'effondre sur les deux trains circulant à ce moment-là. 108 personnes sont tuées[60] et 87 blessés[61].

- 26 mars 1974 Suisse, canton de Berne. La voiture-restaurant de l'express Hispania roule pendant 1 km sur deux voies avant d'entrer en collision avec un bord de tunnel (les deux voies empruntant deux tunnels mitoyens) à Choindez dans le Jura suisse francophone, faisant 3 morts et 27 blessés[62],[63]
- 15 août 1974 Belgique. Le train Charleroi - Bruxelles déraille sur un pont à Luttre, à la sortie de Charleroi, ce qui provoque suivi un incendie, faisant 18 morts et 60 blessés. Le procès conclut à une probable déformation d'un rail sur l'ouvrage métallique par temps de canicule[64].
- 22 février 1975 Norvège, Østlandet. Deux trains de voyageurs entrent en collision au nord Tretten, faisant 27 morts et 25 blessés[65].
- 28 février 1975 Royaume-Uni, Londres. Une rame de métro entre en collision avec un mur à la station Moorgate du métro de Londres, faisant 43 morts et 74 blessés, l'accident le plus grave du métro de Londres[66].
- 25 décembre 1975 France, Saône-et-Loire. Un train de nuit (Paris-Vintimille) déraille à Saint-Rémy (Saône-et-Loire), provoquant le décès de 4 personnes et blessant 30 personnes[67].
- 18 janvier 1977 Australie, Nouvelle-Galles du Sud. Un train déraille à Granville dans la banlieue ouest de Sydney et heurte les piles d’un pont, faisant 84 morts[68].
- 10 novembre 1979 Canada, Ontario. À Mississauga, des wagons-réservoirs chargés de chlore déraillent, provoquant la formation d’un nuage de gaz mortel. Il n’y a pas de victime directe, mais plus de 218 000 riverains durent être évacués[69].

### 1980
- 1er août 1980 Irlande, comté de Cork. : Un train de voyageurs déraille en gare de Buttevant après franchissement sans autorisation d'une aiguille mal orientée vers une voie de garage. Le bilan de l'accident est de 18 morts et 70 blessés.

- 6 juin 1981 Inde, Bihar. Le déraillement d'un train de voyageurs dans le nord-est de l'Inde précipite 7 des 9 voitures dans une rivière, provoquant des centaines de morts (500 à 800).

- 26 juillet 1983 France, Bouches-du-Rhône. En gare de Barbentane-Rognonas, à 1h27, le train no 5058, assurant la liaison Nice-Paris, composé d’une locomotive électrique avec une douzaine de voitures-lits et voitures-couchettes de 1re et 2e classes, vient se coucher à près de 140 km/h sur l’espace libre situé juste après l’ancien passage à niveau. Cet accident est dû à une rupture d’essieu sur une voiture-lit de type P. On déplore 4 morts, de jeunes Canadiens d’Ottawa qui rentraient de vacances, et plus d’une douzaine de blessés[70].
- 8 juillet 1985 France, Eure. Au passage à niveau de Saint-Pierre-du-Vauvray, une collision entre un camion semi-remorque et un train Corail fait 17 morts et 99 blessés.

- 3 août 1985 France, Lot. À proximité de Flaujac-Gare à 15 heures 48, a lieu une collision frontale sur voie unique entre l’autorail 7924 qui venait d'Assier et le corail 6153 venant de Gramat sur la ligne de Brive-la-Gaillarde à Toulouse-Matabiau via Capdenac, l'autorail étant parti avant que le corail ne le croise en gare d'Assier, la première personne arrivée sur les lieux de l'accident n'est autre que le chef de gare d'Assier. Le bilan est de 35 morts et 120 blessés. Cet accident illustre le risque lié au non-respect des procédures et de la réglementation applicable aux croisements de trains par contrôle des chefs de gare[71].

- 31 août 1985 France, Indre. À proximité d'Argenton-sur-Creuse, le déraillement à cause d'une vitesse trop élevée du train de voyageurs Paris-Port-Bou. L'express postal arrivant en sens inverse percute le train de voyageurs couché sur la voie. Il y a 43 morts et 37 blessés[72].

- 11 septembre 1985 Portugal, District de Viseu. À 18h37 à Moimenta-Alcafache, la collision frontale sur une voie unique entre le train no 315, plus connu sous le nom de Sud-Express venant de Porto et à destination de Paris-Gare d'Austerlitz et du train régional no 1324 venant de Guarda et à destination de Coïmbre fait 49 morts et 64 disparus, dus en grande partie à l'incendie des trains après la collision. Les deux trains diesel circulant chacun aux alentours de 100 km/h, la violence du choc a détruit les locomotives ainsi que certaines voitures et a provoqué un incendie, du au carburant présent dans les locomotives. Cet accident est dû à des fautes humaines : mauvaise communication entre les gares et mauvaise coordination. Le train régional aurait dû rester à la gare de Mangualde, ce qui était prévue dans la procédure normale, en attendant le passage du Sud-Express qui circulait ce jour-là, avec un retard de 18 minutes environ[73].
- 8 février 1986 Canada, Alberta. Un train de voyageurs allant vers l'Est (près d'Edmonton) entre en collision frontale à la vitesse cumulée de plus de 200 km/h, avec un train de marchandises de 118 wagons qui n'avait pas respecté un signal d'arrêt sur une bretelle d'évitement destinée au croisement des trains sur cette voie unique. Le conducteur du second train était endormi ou évanoui avec la pédale sécuritaire d'endormissement bloquée. Le bilan est de 23 morts et 71 blessés[74],[75].
- 18 novembre 1987 Royaume-Uni, Londres. Un incendie se déclare dans un escalier mécanique en bois de la gare de King's Cross St.Pancras du métro de Londres fait 31 morts[76].

- 4 juin 1988 URSS, Arzamas. Un train de fret comprenant trois wagons de marchandises transportant 118 tonnes d'explosifs de Dzerjinsk (oblast de Nijni Novgorod) à la RSS kazakhe explose à un passage à niveau près de la gare d'Arzamas-1, lorsque l'hexogène inclus dans la charge a explosé pour des raisons inconnues, faisant également exploser les autres explosifs stockés dans les wagons. L'explosion a également causé d'importants dégâts à Arzamas, créant un cratère de 26 mètres de profondeur, détruisant ou endommageant 151 bâtiments dont deux hôpitaux, 49 jardins d'enfants, 14 écoles et 69 magasins, et laissant environ 823 familles sans abri.

- 27 juin 1988 France, Paris. Un train de banlieue en provenance de Melun percute un train à l'arrêt en gare souterraine de Paris-Lyon. L'accident est dû à une mauvaise manipulation du conducteur, qui coupe la conduite de freins alimentant les remorques après une activation du signal d'alarme par un passager. Le bilan dans le train à l'arrêt percuté est de 56 morts et 57 blessés[77].

- 6 août 1988 France, Paris. Un train arrive en gare de Paris-Est avec une vitesse trop importante à la suite de la défaillance d'un relais MORS. Il percute le heurtoi, faisant 1 mort et 73 blessés. Ce type de relais MORS avait été réformé par la RATP, bien avant cet accident, mais pas à la SNCF[78].
- 5 décembre 1988 Japon, Tokyo. Une rame percute à environ 40 km/h une rame à l'arrêt à la gare de Higashi-Nakano à Tokyo. La collision fait 2 morts et plus de 100 blessés[79].
- 12 décembre 1988 Royaume-Uni, Londres. Une rame percute l‘arrière d‘une autre rame à l’arrêt provoquant le déraillement d’un train vide circulant en sens opposé, au sud de la gare de Clapham Junction au sud de Londres. La collision cause la mort de 35 personnes et en blesse 484.
- 12 mai 1989 États-Unis, Californie. Sur le convoi de marchandises 7551 de la Southern Pacific, lourdement chargé, le freinage dynamique ne fonctionne que sur les locomotives de tête sans que le conducteur en soit informé. Dans une descente le freinage devient insuffisant, l'ingénieur auxiliaire enclenche le freinage d'urgence, ce qui désactive le freinage dynamique : le train s'emballe et atteint 160 km/h. Il déraille dans une courbe près de San Bernardino, tuant le conducteur, le freineur de tête, et 2 personnes dans les 7 maisons détruites. Treize jours plus tard, lors du rétablissement de la circulation ferroviaire, des dommages causés au pipeline situé sous la voie provoquent son éclatement. Un grand feu qui a brûlé pendant environ 7 heures et qui cause 2 décès supplémentaires, détruit 11 maisons et 21 voitures.
- 4 juin 1989 URSS, Bachkirie. À 50 kilomètres de la ville d'Oufa, l’explosion d’un gazoduc alors que deux trains circulent dans le secteur fait 575 morts, dont de nombreux enfants.

### 1990

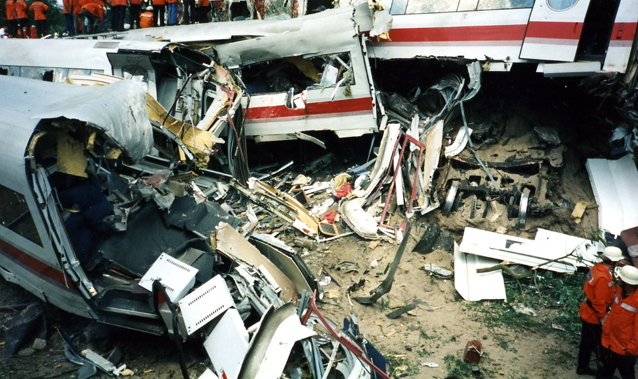
Accident ferroviaire d'Eschede, le 3 juin 1998, pire accident à grande vitesse.

- 14 mai 1991 Japon, Préfecture de Shiga. La collision due à une erreur humaine entre deux trains à proximité de la gare de Kibukawa fait 42 morts.

- 17 octobre 1991 France, Seine-et-Marne. En gare de Melun, le train couchettes Nice-Paris est percuté par un train de marchandises en provenance de Corbeil, faisant 16 morts et 55 blessés[80].

- 22 septembre 1993 États-Unis, Alabama. Près de Mobile, une barge poussée par un remorqueur heurte la poutrelle du tablier d'un pont de chemin de fer enjambant ce bayou où la navigation était pourtant interdite. Le choc provoque la déformation d'un mètre de voie. Huit minutes plus tard arrive le rapide Amtrak's Sunset en provenance de la côte ouest qui déraille alors sur le pont, avant que ses trois locomotives et la plupart des voitures ne plongent dans le bayou, dans l'explosion des réservoirs de fioul (dont on venait de refaire le plein), ce qui enflamme le convoi au ras des eaux. 47 personnes (sur les 200 passagers) sont tuées dans cet accident, le plus grave qu'ait connu la compagnie Amtrak.

- 8 septembre 1997 France, Dordogne. À Port-Sainte-Foy, un camion chargé de 31 mètres cubes d'hydrocarbures franchit le passage à niveau fermé entre la ligne de Libourne au Buisson et la RD 936 alors qu'un autorail est en approche. La remorque du poids lourd explose lors du choc, embrasant la motrice de tête de l'autorail et la maison de la garde barrière toute proche. Les secours relèveront 13 morts, dont quatre agents SNCF, et 43 blessés, dont le chauffeur du camion qui restera paraplégique. Le passage à niveau a été remplacé depuis par un pont routier en 2001[81].
- 14 février 1998 Cameroun, Yaoundé. À Nsam dans la banlieue de Yaoundé, la capitale du Cameroun, des wagons-citernes de la Société camerounaise de dépôts pétroliers (SCDP) se renversent accidentellement sur les rails. Les populations riveraines affluent pour "récupérer" le précieux liquide mais un incendie se déclare sur les lieux. Le bilan officiel est de 235 morts[82].
- 3 juin 1998 Allemagne, Basse-Saxe. À Eschede, un train à grande vitesse ICE déraille consécutivement à la casse d'une roue et heurte une pile de pont, qui s'effondre sur les voitures de queue. Le bilan de la catastrophe est de 101 morts et 88 blessés. C'est le premier et le pire accident d'un train à grande vitesse[83].

- 26 novembre 1998 Inde, Pendjab. Une collision entre deux trains de voyageurs fait au moins 209 morts et 250 blessés[84].
- 2 août 1999 Inde, Bengale occidental. La collision de deux trains express sur une voie unique fait plus de 400 morts à Gaisal[85].
- 5 octobre 1999 Royaume-Uni, Londres. À 3,2 km à l’ouest de la gare londonienne de Paddington à Ladbroke Grove, à la suite de la mauvaise visibilité d’un signal d’arrêt, le train quittant Londres s’engage sur un tronçon de voie bidirectionnelle et entre en collision frontale avec le train rapide venant de l’ouest à la vitesse cumulée de plus de 200 km/h. Le choc est si brutal qu’il provoque l’explosion des réservoirs de gazole des locomotives, aggravant les effets de l’accident. Il y a 31 morts et 520 blessés. À la suite de cette catastrophe, de nouvelles mesures de sécurité seront mises en place dans les chemins de fer britanniques[86].

### 2000

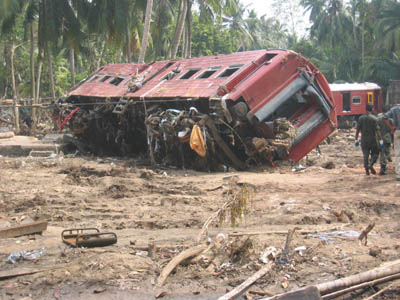
L'accident ferroviaire du 26 décembre 2004 au Sri Lanka (séisme), serait celui ayant fait le plus de morts de l'histoire, avec environ 2000 victimes.

- 30 août 2000 France, Paris. Sur la ligne 12 du métro de Paris, une voiture du MF 67 se renverse et vient s'encastrer dans le nez de quai du sens opposé. Le bilan est de 24 blessés légers.

- 11 novembre 2000 Autriche, Land de Salzbourg. Dans la station de sports d'hiver de Kaprun, l'incendie dans un tunnel du funiculaire, aggravé par le fait que les portes sont verrouillées et que les nombreux skieurs présents sont vêtus de combinaisons en matières synthétiques, hautement inflammables, fait 155 morts pour seulement 12 survivants.

## XXIesiècle

### 2001
- 27 mars 2001 Belgique, Brabant wallon. Une collision frontale à Pécrot entre deux trains de voyageurs dont un vide, fait huit morts et douze blessés. Selon le jugement, l'accident est dû à une série de dysfonctionnements, à la suite d'erreurs humaines des agents et du manque de prévoyance de la Société Nationale des Chemins de fer Belges.
- 20 février 2002 Égypte, Gouvernorat de Gizeh. À la hauteur d'El Ayatt, un train surchargé au double de sa capacité prend feu. Le bilan est de 373 morts.
- 24 juin 2002 Tanzanie, Région de Dodoma. À la hauteur de la ville d'Igandu, un train de voyageurs surchargé et dérivant à reculons heurte un train de marchandises. Le bilan humain avoisine les 300 morts.
- 6 novembre 2002 France, Meurthe-et-Moselle. Une voiture-lit du train de nuit Paris - Munich prend feu à la sortie de la gare de Nancy. L'embrasement a lieu dans la cabine du steward de bord, qui avait disposé ses vêtements au-dessus d'une plaque chauffante. Se précipitant pour aller chercher de l'aide, il verrouille par inadvertance les portes de la voiture incriminée, prenant au piège les voyageurs qui y dormaient. On dénombre alors douze morts.
- 27 janvier 2003 France, Alpes-Maritimes. Un face à face dans le tunnel de la Biona entre un TER français et un train italien à la hauteur de la commune de Tende fait deux morts et quatre blessés graves.
- 18 février 2003 Corée du Sud, Gyeongsang. Dans une station du métro de Daegu, un homme déclenche un incendie qui embrase deux rames de métro, causant la mort d'environ 200 personnes.

- 18 février 2004 Iran, Khorassan-e Razavi. À Neishabour, le déraillement d’un train de marchandises occasionne un incendie. Cinq heures plus tard, des marchandises inflammables explosent (sept wagons de soufre, six de pétrole, sept d'engrais et dix de laine de coton), tuant les sauveteurs et détruisant des maisons voisines. Le bilan est d'environ 300 morts, dont plusieurs officiels[87].
- 22 avril 2004 à Ryongchon près de la frontière chinoise, l'explosion d’un train de marchandises tue plus de 160 personnes et en blesse plus de 1000.

- 26 décembre 2004 Sri Lanka, Hikkaduwa. Le Queen of the Sea Line qui relie Colombo à Galle dans le sud-ouest du pays est balayé puis englouti par le séisme et tsunami de 2004 dans l'océan Indien, avec un bilan officiel de 1 700 morts, mais probablement supérieur à 2 000 victimes pour à peine une centaine de survivants. Il s'agirait de l'accident ferroviaire ayant fait le plus de victimes décédées de l'histoire.

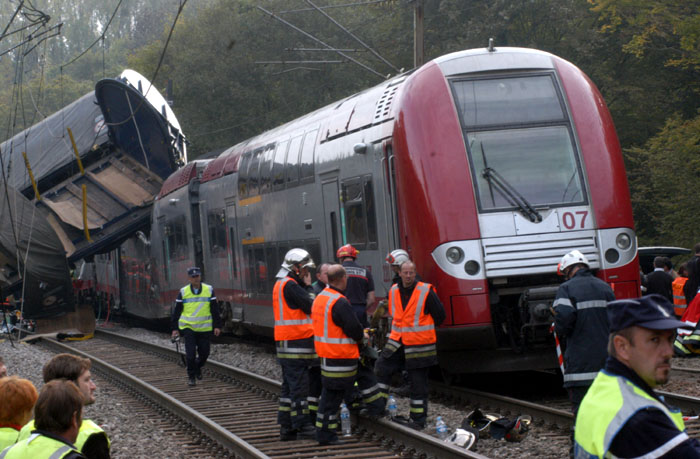
Collision frontale à Zoufftgen.

- 17 janvier 2005 Thaïlande, Bangkok. La collision entre deux rames du métro de Bangkok fait plus de 200 blessés.
- 25 avril 2005 Japon, Préfecture de Hyōgo. À Amagasaki, un train de la compagnie JR West circulant en retard sur la ligne Fukuchiyama en direction d'Osaka aborde à plus de 100 km/h un tronçon en courbe limité à 70 km/h, se renverse et percute un immeuble locatif. Le bilan est de 107 morts et plus de 550 blessés.

- 31 juillet 2005 Chine, Liaoning, Shenyang. Le train de voyageurs K127 de Xi'an à Changchun entre en collision avec un train de marchandises à l'arrêt parce qu'il a manqué un signal, sur la Ligne Pékin-Harbin. L'accident entraine la mort de six passagers du train K127. L'administration déclare que l'accident est dû au vol d'un signal ferroviaire[88],[89],[90].
- 23 janvier 2006 Monténégro, Podgorica. Accident ferroviaire de Bioče. À proximité de Bioče, un train de voyageurs s'écrase au fond d'un ravin en raison d'une défaillance du système de freinage. L'accident fait 46 morts et 198 blessés.

- 3 juillet 2006 Espagne, Province de Valence. Le déraillement d'un métro à Valence qui circulait à une vitesse trop élevée dans une courbe fait 43 morts et 47 blessés.

- 21 aout 2006 Espagne, Province de Palencia. Le déraillement d'un train sur la ligne Galice-Pays basque après qu'il a heurté un pont en raison d'une vitesse excessive, peu avant la gare de Villada, fait sept morts et 36 blessés[91],[92].
- 11 octobre 2006 Frontière franco-luxembourgeoise. Une collision entre un train de voyageurs luxembourgeois et un train de marchandises français sur la ligne de Metz-Ville à Zoufftgen fait six morts[93]. Le 14 février 2017, à environ 1 500 m de là, un accident semblable fait un mort et trois blessés[94].

- 1er août 2007 Congo-Kinshasa, Territoire du Mweka. Le déraillement d'un train de marchandises transportant des passagers clandestins cause la mort d'environ 100 personnes.

### 2010
- 15 février 2010 Belgique, Province du Brabant flamand. Deux trains entrent en collision frontale à Buizingen près de la gare de Hal, l'accident fait 19 morts et près de 300 blessés[95].

- 12 avril 2010 Italie, Trentin-Haut-Adige. Près de Merano, un train de passagers déraille, neuf morts et 28 blessés[96].
- 21 juin 2010 Congo, Chemin de fer Congo-Océan. Dans le sud du pays, un train déraille et tombe dans un ravin : 60 victimes[97].

- 23 juillet 2010 Suisse, Valais. Une rame du Glacier Express déraille dans la Vallée de Conches à la suite d'une erreur humaine. Une touriste japonaise meurt et 42 autres passagers sont blessés[98].
- 2 octobre 2010 Indonésie, Java central. Dans la région de Pamelang sur l'île de Java, deux trains de passagers se percutent. Le bilan est estimé à 36 morts[99].
- 12 octobre 2010 Ukraine, Oblast de Dnipropetrovsk. Près de Marhanets, une collision entre un train et un autocar qui n'a pas respecté la signalisation provoque la mort d'au moins 42 personnes[100].
- 23 juillet 2011 Chine, Zhejiang. Près de Wenzhou, une collision entre deux trains sur un pont fait au moins 39 morts et 200 blessés.

- 12 octobre 2011 France, Ille-et-Vilaine. À Saint-Médard-sur-Ille, la collision entre un TER (rame BB 82604) et un camion sur un passage à niveau de la ligne de Rennes à Saint-Malo fait trois morts et 48 blessés dont six graves. Il y avait déjà eu un accident en 2007 au même passage à niveau entre un poids-lourd et un train de voyageurs, qui avait fait une quarantaine de blessés[101].

- 22 février 2012 Argentine, Buenos Aires. Un train de banlieue dans la région de Buenos Aires percute un heurtoir, l'accident tue 50 personnes et en blesse plus de 600.
- 3 mars 2012 Pologne, Voïvodie de Silésie. Près de Szczekociny, une collision frontale fait 16 morts et 60 blessés.

- 22 avril 2012 Pays-Bas, Amsterdam, collision entre un train à grande vitesse et un train local sur un pont entre la gare centrale d'Amsterdam et la gare d'Amsterdam-Sloterdijk, dans la banlieue ouest d'Amsterdam, 125 personnes sont blessées, dont une quarantaine grièvement.
- 4 mai 2013 Belgique, Province de Flandre-Orientale. Un train de marchandises déraille en prenant un aiguillage à Schellebelle. Six wagons déraillent, deux se couchent et trois prennent feu. Les wagons en feu contiennent de l'acrylonitrile, une substance toxique. Les émanations font un mort et 17 blessés[102].
- 13 juin 2013 Argentine, Buenos Aires. Un train de banlieue percute un train à l'arrêt, trois personnes sont tuées et 315 autres sont blessées.

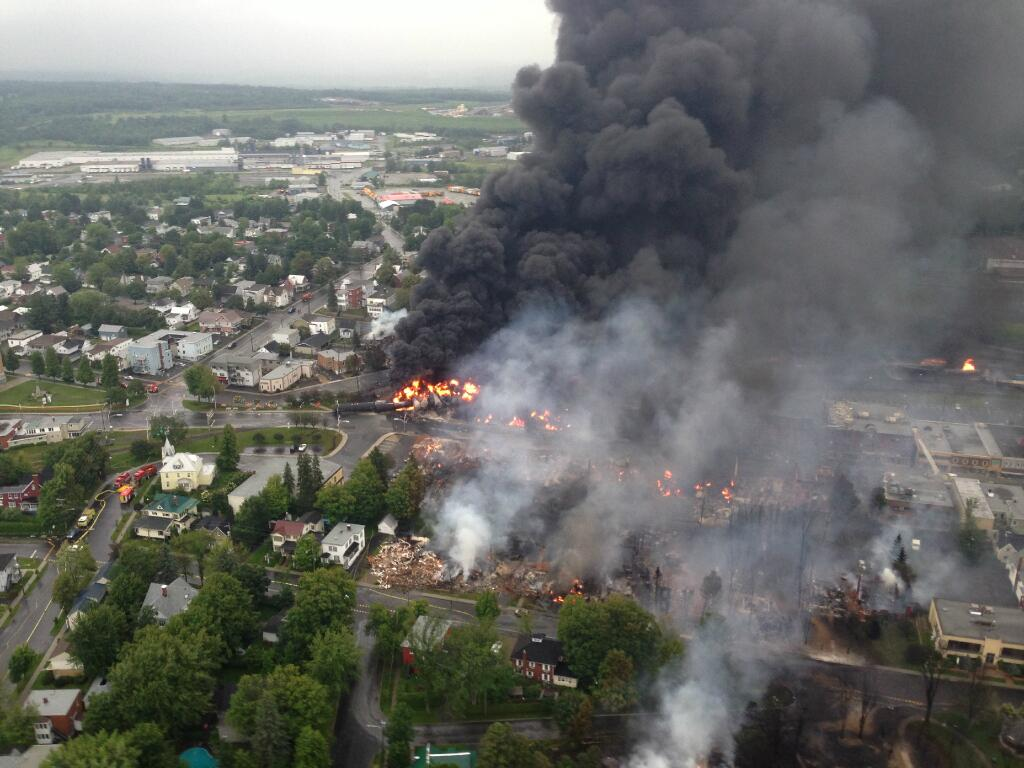
Incendie à Lac-Mégantic.

- 6 juillet 2013 Canada, Québec. L'explosion d'un train de pétrole ravage le centre de la ville de Lac-Mégantic, faisant 47 morts parmi la population[103].

- 12 juillet 2013 France, Essonne. Un Corail Intercités reliant la gare de Paris-Austerlitz à la gare de Limoges-Bénédictins déraille en gare de Brétigny. L'accident, dû au déplacement d'une éclisse, fait sept morts et 70 blessés, dont neuf graves[104].

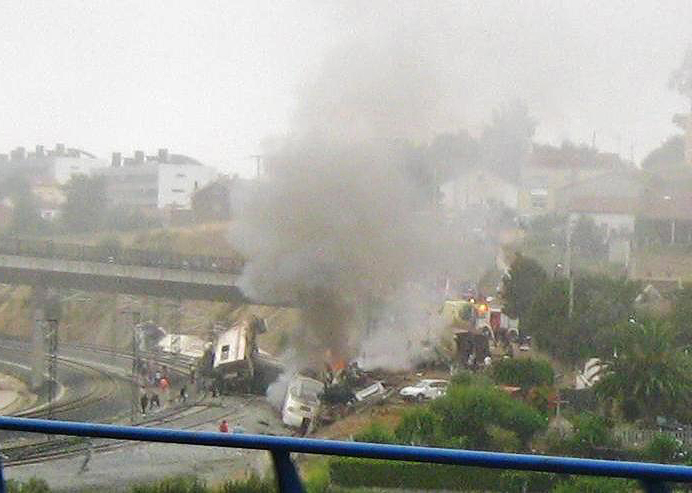
Accident, survenu à grande vitesse, de Saint-Jacques-de-Compostelle (2013).

- 24 juillet 2013 Espagne, Galice. À proximité de Saint-Jacques-de-Compostelle, un train à grande vitesse Alvia effectuant la liaison Madrid-Ferrol qui venait de quitter la ligne à grande vitesse de Galice s'engage à 190 km/h dans une courbe limitée à 80 km/h et déraille violemment. Le fourgon Diesel déraille en premier, du fait de son poids, et entraine la motrice de tête puis le reste de la rame, une voiture est projetée sur la route située plusieurs mètres au dessus de la voie. L'accident fait au moins 79 morts et environ 140 blessés.
- 29 juillet 2013 Suisse, Canton de Vaud. À Granges-près-Marnand, une collision frontale entre deux trains fait un mort, un des conducteurs, et 26 blessés[105].
- 8 février 2014 France, Alpes-de-Haute-Provence. À Saint-Benoît, un autorail AMP 800 touristique de la Ligne de Nice à Digne, dite parfois train des Pignes, exploitée par la Régie régionale des transports (Provence-Alpes-Côte d'Azur), déraille ; dans cette zone escarpée, un rocher éboulé a percuté le train au milieu de la rame. On déplore deux morts et neuf blessés.

- 17 juillet 2014 France, Pyrénées-Atlantiques. Entre Lescar et Denguin, un TER roulant à 128 km/h rattrape en sortie de courbe un TGV circulant en marche à vue à 30 km/h, et malgré le freinage d'urgence actionné par le mécanicien, le heurte à 95 km/h[106]. Parmi les 80 passagers du TER et les 175 passagers du TGV, on déplore 40 blessés, dont quatre gravement. Le conducteur du TER fait partie des blessés légers. Le 26 juillet 2014, la SNCF a publié le rapport d'enquête (Direction des audits de sécurité de la SNCF) sur l'accident ferroviaire de Denguin. Ce rapport met hors de cause le mécanicien conduisant le TER, mais incrimine un défaut d'isolement dans les fils électriques de la signalisation, dû à des rongeurs, dont le nid a été retrouvé à proximité de la guérite de cantonnement[107]. C'est le premier accident de rattrapage en France depuis 1992, le premier affectant un TGV, et le premier sur une ligne équipée du système de sécurité BAPR.
- 20 mars 2015 Inde, Uttar Pradesh. Le déraillement d'un train au nord de l'Inde fait cinquante-huit morts et 150 blessés[108].

- 16 juin 2015 Tunisie, Tunis. Un accident cause la mort de 19 personnes et en blesse 98 autres. Il s'agit d'une collision entre un train et un camion. L'accident serait dû à un défaut de signalisation au passage à niveau[109].
- 14 novembre 2015 France, Bas-Rhin. À la sortie de la LGV Est européenne au niveau de la commune d'Eckwersheim, le déraillement d'un TGV d’essai sur la nouvelle ligne à grande vitesse au nord de Strasbourg fait onze morts, douze blessés graves et 17 blessés légers, dont plusieurs membres de la SNCF et des invités.

- 21 avril 2015 France, Seine-et-Marne. Au passage de la gare de Nangis, le déraillement d'un Intercités en provenance de Belfort, provoqué par un poids-lourd de 29 tonnes bloqué au passage à niveau, fait 41 blessés dont plusieurs graves sur 350 voyageurs.

- 9 février 2016 Allemagne, Bavière. Une collision entre deux trains fait douze morts et une centaine de blessés sur la ligne entre Rosenheim et Holzkirchen[110],[111].

- 5 juin 2016 Belgique, Province de Hainaut. Un accident de rattrapage fait trois morts et une quarantaine de blessés dans un accident en Belgique entre un train rapide de voyageurs, qui effectue le trajet Mouscron - Liers, et un train lent de marchandises sur la ligne reliant Namur à Liège, dans le même sens. L’hypothèse de dommages liés à la foudre sur l’infrastructure ferroviaire est évoquée[112].
- 12 juillet 2016 Italie, Pouilles. Une collision frontale entre deux trains fait 22 morts[113].
- 9 septembre 2016 Espagne, Galice. Le déraillement d'un train reliant Vigo à Valença au Portugal fait trois morts et des blessés[114].
- 21 octobre 2016 Cameroun, Nyong-et-Kéllé. À Éséka, le déraillement d'un train reliant Yaoundé à Douala (le Transcamerounais Intercity 152), fait 79 morts (estimation), et 551 blessés. Les causes pourraient être liées à un défaut de freinage. La rame avait été complétée par des voitures d'origine chinoise, mal entretenues et aux freins usés. La même ligne avait subi un déraillement dans la nuit du 21 au 22 octobre 2012 (quatre ans plus tôt jour pour jour) en pleine voie.

- 9 novembre 2016 Royaume-Uni, Londres. À Croydon près de Londres, un tramway se renverse, l'accident tuant sept passagers et en blessant une cinquantaine. Le machiniste (conducteur) est arrêté car il n'aurait pas respecté la limitation de vitesse à l'approche d'une courbe dangereuse.

- 20 novembre 2016 Inde, Uttar Pradesh. À Pukhrayan, déraillement d'un train de la compagnie Indian Railways, provoquant la mort d'au moins 149 personnes.

- 25 novembre 2016 Iran, province de Semnan. La collision entre deux trains dans le nord de l'Iran fait 44 morts et 103 blessés. La cause est un train à l'arrêt à cause d'une panne, percuté par l'arrière par un second convoi.
- 10 décembre 2016 Bulgarie, oblast de Choumen. Un train de citernes de gaz déraille puis explose dans la petite localité de Hitrino, dans le nord-est du pays. L'explosion détruit la gare et une partie du village. Huit personnes sont tuées et plusieurs dizaines sont blessées. Une vitesse excessive serait à l'origine de l'accident.
- 28 décembre 2016 Tunisie, Tunis. La collision entre un train et un camion près du quartier du Sidi Fathallah à Djebel Jelloud, cause la mort de cinq personnes dont deux officiers des forces armées tunisiennes, un agent la Brigade antiterrorisme (BAT), une femme et un nourrisson, ainsi que 52 blessés[115].Le choc du train de voyageurs et le conteneur du train de fret

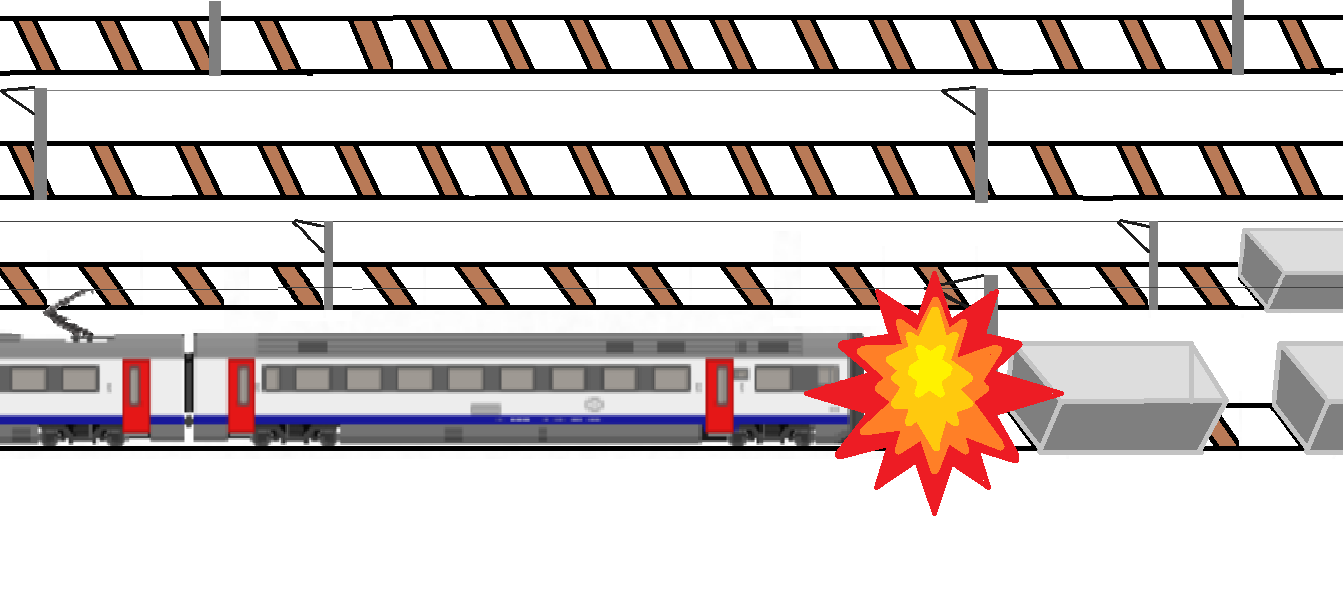
Le choc du train de voyageurs et le conteneur du train de fret

- 5 juin 2016 Belgique, Saint-Georges-sur-Meuse. La collision entre un train et un conteneur appartenant à un train de fret, cause la mort de trois personnes et fait dix blessés graves.

- 4 janvier 2017 États-Unis, New York. La collision d'un train avec le heurtoir à la station Atlantic Terminal à New York blesse 103 personnes.

- 14 février 2017 Luxembourg, canton d'Esch-sur-Alzette. Une collision entre un train de passagers et un train de marchandises à Dudelange fait un mort et trois blessés. À environ 1 500 m de là (à la frontière franco-luxembourgeoise), une collision avait déjà fait six morts en 2006.

- 24 février 2017 Cuba, Province de Sancti Spíritus. La collision entre un train de voyageurs et une locomotive à Sancti Spíritus fait cinq morts et une quarantaine de blessés[116].
- 26 avril 2017 Italie, Trentin-Haut-Adige. Lors de travaux de manutention à Bressanone sur la ligne qui relie l'Italie au nord de l'Europe via l'Autriche à proximité du col du Brenner, un accident cause la mort de deux cheminots et en blesse trois autres grièvement[117].
- 13 mai 2017 Grèce, Thessalonique. Le déraillement d'un train qui relie Athènes à Thessalonique et qui transporte soixante-dix voyageurs se produit à Ádendro dans la commune de Chalkidóna, causant la mort de deux passagers et en blessant sept autres[118].
- 28 juillet 2017 Espagne, Barcelone. À la gare de Barcelone-França, à l'heure de pointe du matin, un train régional tamponne le heurtoir de fin de voie. Le machiniste (conducteur) du train n'aurait pas freiné suffisamment. Il est le plus gravement blessé[119].
- 11 août 2017 Égypte, gouvernorat d'Alexandrie. À Alexandrie, à la suite d'une erreur de signalisation, le train à destination de la capitale Le Caire percute de front le train en provenance de Port-Saïd qui aurait été mis en attente sur la mauvaise voie. On déplore 42 morts et 130 blessés[120],[121].
- 19 août 2017 Inde, Uttar Pradesh. Le déraillement d'un train dans le nord du pays cause la mort d'au moins 23 personnes et en blesse 64 autres[122].
- 12 novembre 2017 République démocratique du Congo, Haut-Katanga. Un accident de train fait au moins 33 morts.
- 27 novembre 2017 Belgique, Province de Hainaut. Un accident de train provoque le décès de deux ouvriers et blesse sept voyageurs, à côté de Charleroi[123]. Le matin, un premier accident avec une automobile survient. Lors du remorquage du convoi accidenté, une des automotrices se détache et dérive sur plusieurs kilomètres, fauchant des ouvriers qui réparaient la voie sur le site de l'accident. La rame vide a poursuivi sa route avant d'entrer en collision avec un train de voyageurs immobilisé, dont plusieurs occupants sont blessés[124].
- 18 décembre 2017 États-Unis, Etat de Washington. Déraillement d'un train au passage du pont sur l'autoroute I5, faisant trois victimes et une centaine de blessés, essentiellement des passagers du train. Il s'agit du voyage inaugural sur cette ligne entre Seattle et Portland[125].
- 8 juillet 2018 Turquie, province d'Edirne. Un train transportant 360 passagers en provenance de Kapikule (en), à la frontière bulgare et qui se rend à Istanbul déraille près du village de Sarılar. Le bilan est de 24 tués et 318 blessés[126].

- 16 octobre 2018 Maroc, Préfecture de Salé. Un train déraille et heurte un pont entre Rabat et Kénitra au niveau de la commune de Sidi Bouknadel. L'accident fait sept morts et 125 blessés[127],[128].
- 21 octobre 2018 Taiwan, comté de Yilan. Déraillement d'un train de voyageurs tuant 18 personnes.

- 20 novembre 2018 Espagne, Catalogne. Le déraillement d'un train près de Barcelone fait un mort et 49 blessés[129].
- 13 décembre 2018 Turquie, Région de l'Anatolie centrale. Un train reliant Ankara à Konya percute une locomotive peu après son départ tôt le matin, l'accident fait neuf morts et 47 blessés[130].
- 2 janvier 2019 Danemark, Sjælland. Un accident de train survenu sur un pont, reliant les îles de Seeland et de Fionie, fait six morts selon un bilan fourni par la compagnie ferroviaire. Le train, qui se dirigeait vers la capitale, Copenhague, est heurté par des objets provenant d'un train de marchandises[131].
- 4 février 2019 - Canada, Colombie-Britannique. Le déraillement d'un train de marchandises, chargé de céréales, cause la mort de trois employés[132].
- 8 février 2019 - Espagne, Catalogne. La collision de deux trains à Castellgalí près de Barcelone fait un mort et quatre blessés graves[133].
- 27 février 2019 Égypte, gouvernorat du Caire. Sept personnes sont tuées et une vingtaine d'autres sont blessées à la gare centrale du Caire, à la suite d'un accident de train ayant provoqué un important incendie[134].
- 17 mars 2019 République démocratique du Congo, Kasaï. Le déraillement d’un train de marchandises à bord duquel avaient pris place des passagers clandestins fait au moins 24 morts[135].
- 31 octobre 2019 Pakistan, province du Pendjab. Dans l'agglomération de Rahim Yar Khan, l'explosion accidentelle d'une bonbonne de gaz que des passagers utilisaient pour cuisiner entraîne la destruction totale de trois voitures et le décès de 65 passagers, la plupart fuyant par la fenêtre à vitesse élevée[136].

### 2020
- 6 février 2020 Italie, province de Lodi. Un train à grande vitesse reliant Milan à Salerne déraille à pleine vitesse. La motrice est éjectée, les deux machinistes sont tués et une vingtaine de personnes sont blessées[137].
- 5 mars 2020 France, Bas-Rhin. Un TGV reliant Colmar à Paris déraille à proximité d'Ingenheim à la suite du glissement de terrain d'un talus instable, le TGV heurte l'obstacle à 248 km/h. Vingt-deux personnes sont blessées[138].
- 27 mars 2020 États-Unis, New York. Sur la ligne IRT Lenox Avenue Line du Métro de New York, une série d'incendies à bord de deux trains à la station 110th Street tue le conducteur et blesse 16 personnes, dont quatre grièvement.
- 8 mai 2020 Inde, Maharashtra. À Aurangabad, un train de marchandises se couche et s'écrase sur seize travailleurs migrants dormant sur ou près des voies ferrées.

- 26 mars 2021 Égypte, gouvernorat de Sohag. À proximité de la ville de Tahta, une collision frontale entre deux trains sur une voie unique fait 32 morts et plus de soixante blessés[139].
- 2 avril 2021 Taïwan, Comté de Hualien. Un train de huit voitures, transportant quelque 350 passagers et qui relie Taipei à la ville de Taitung, est heurté par un engin de chantier mal garé et déraille à l'intérieur d'un tunnel au premier jour d'un long week-end. L'accident fait au moins 51 morts et des dizaines de personnes sont blessées[140].

- 18 avril 2021 Égypte, gouvernorat de Dakhleya. Le déraillement de quatre voitures d'un train qui relie Le Caire à Mansourah fait onze morts et près de cent blessés. Il s'agit du deuxième accident ferroviaire d'ampleur en moins d'un mois dans le pays[141].
- 3 mai 2021 Mexique, Mexico. L'effondrement d'un pont de la ligne 12 du métro de Mexico précipite une rame dans le vide, l'accident fait 26 morts et 70 blessés[142].

- 7 juin 2021 Pakistan, district de Ghotki. À proximité de Daharki, un train transportant des passagers déraille, l'accident provoque la mort de 25 personnes et en blesse des dizaines d'autres[143].
- 4 aout 2021 Tchéquie, Région de Plzeň. Un train allemand de la société Die Länderbahn GmbH (de) qui assure la liaison Munich-Prague et un train régional assurant la liaison entre Plzen et Domazlice entrent en collision. Trois personnes sont tuées et plusieurs sont blessées[144].
- 25 septembre 2021 États-Unis, Montana. Déraillement d'un train Amtrak reliant Chicago à Seattle, dans l'État du Montana, faisant trois morts et des dizaines de blessés[145].
- 14 février 2022 Allemagne, en Haute-Bavière. Une collision entre deux trains régionaux fait un mort et 18 blessés dont six grièvement sur la ligne entre Munich et Wolfratshausen[146],[147],[148].
- 10 mars 2022 République démocratique du Congo, dans le sud-est du pays, le déraillement d'un train de marchandises composé de 15 wagons où avaient pris place plusieurs centaines de passagers clandestins fait 75 morts et 125 blessés, dont 28 avec un traumatisme grave[149].
- 3 juin 2022 Allemagne, en Haute-Bavière. Un train effectuant la liaison Garmisch-Partenkirchen à Munich déraille au niveau de la commune de Burgrain. L'accident fait au moins cinq morts et 44 blessés[150],[151].
- 9 septembre 2022 Croatie, en Slavonie, dans le comitat de Sisak-Moslavina, près de la ville de Novska, un train circulant sur une ligne locale entre en collision avec un train de marchandises à l'arrêt. La collision tue trois personnes et en blesse onze autres[152].
- 6 octobre 2022 Serbie, dans le sud-est du pays, près de la ville de Pirot, à la frontière avec la Bulgarie, au moins deux personnes sont tuées lorsqu'un train de marchandises percute un groupe de migrants qui marchaient sur la voie ferrée[153].
- Le 7 décembre 2022 Espagne en Catalogne, une collision entre deux trains de voyageurs fait 150 blessés légers dans la banlieue de Barcelone[154].
- 4 février 2023 États-Unis, Ohio, déraillement d'un train de fret à East Palestine, dans l’État de l’Ohio près de la frontière avec la Pennsylvanie qui provoque le déversement de chlorure de vinyle et déclenche d’importantes évacuations de population dans le comté[155].

- 28 février 2023 Grèce en Thessalie, collision frontale d'un train de voyageurs reliant Athènes à Thessalonique et d'un train de fret près de Larissa. Pire accident ferroviaire dans ce pays depuis 1968, il fait au moins 36 morts, les voitures de tête et la motrice étant détruites et plusieurs voitures prenant feu[156].

- 2 juin 2023 Inde dans l'État oriental d'Odisha, un train de passagers entre en collision avec un convoi de marchandises près de Balasore, à environ 200 kilomètres de Bhubaneswar. L'accident fait au moins 288 morts et 850 blessés[157].

- 6 août 2023 Pakistan, Sind. Un déraillement survient près de la gare de Sarhari (en) tuant 90 personnes et blessant plus de 200 autres passagers. De nombreux secours ont été mobilisés, les causes de l'accident ne sont pas encore connues.

- 15 novembre 2023 Allemagne, Basse-Saxe. Près de la gare de Lauenbrück un ICE percute un train régional vide au niveau d'un aiguillage, il n'y a eu aucun blessé parmi les 550 passagers de l'ICE grâce à la faible vitesse que ce dernier. Les deux trains ont été trop gravement endommagés pour pouvoir reprendre le service, la voie a dû être fermée pour permettre l'évacuation et les réparations sur l'infrastructure, des bus de substitution ont été déployés par l'opérateur des trains régionaux Metronom. La collision pourrait être due au mauvais placement du train régional au niveau de l'aiguillage entraînant un engagement du gabarit de celui-ci.
- 10 décembre 2023 Italie, Émilie-Romagne. Entre Faenza et Forlì, un TGV et un train régional entrent en collision et causent au moins 17 blessés[158].
- 5 juin 2024 République tchèque, Région de Pardubice. Entre Prague et Košice en Slovaquie, à Pardubice une collision entre un train de voyageurs et un convoi de marchandises causent la mort de quatre personnes et en blessent plusieurs dizaines d'autres[159].
- 31 juillet 2024 Afrique du Sud, province de Mpumalanga, un accident impliquant un train et un bus scolaire est intervenu dans l'après-midi au niveau du village de Mafube, près de la ville de Middelburg fait cinq enfants morts et blesse 20 autres écoliers[160].
- 24 octobre 2024 Norvège, le déraillement d'un train qui reliait les villes de Trondheim et Bodø et qui transportait «entre 50 et 70 passagers» a fait «cinq ou six blessés». Des blocs de pierre gisant à l'avant du convoi, accrédite la thèse d'un glissement de terrain qui pourrait être à l'origine du déraillement[161].
- 27 juillet 2025 Allemagne. Un train se rendait de Sigmaringen à Ulm quand il a déraillé, au niveau de la ville de Riedlingen[162].